# Tour de La Provence 2022
Le Tour de La Provence 2022 est la 7e édition de cette course cycliste sur route par étapes masculine. Il a lieu du 10 au 13 février 2022 dans les départements des Bouches-du-Rhône, du Var et du Vaucluse, dans le sud de la France. Il fait partie du calendrier UCI ProSeries 2022 en catégorie 2.Pro.

## Présentation

### Parcours
Cette nouvelle édition du Tour de La Provence démarrera depuis de Berre-l'Étang. La course prendra fin à la Montagne de Lure, pour la 4e étape. Un passage par le Mont Faron a été pressenti. Manosque est également annoncée comme ville étape. Elle sera ville d'arrivée de la 3e étape, et ville départ de la dernière journée de course.

### Équipes
Dix-sept équipes participent à cette course - 11 WorldTeams, 3 ProTeams et 3 équipes continentales :
| WorldTeams (11)- AG2R Citroën Team - Astana Qazaqstan Team - Cofidis - Team DSM - Groupama-FDJ - Ineos Grenadiers - Israel-Premier Tech - Lotto-Soudal - Movistar Team - Quick-Step Alpha Vinyl - Trek-Segafredo ProTeams (3)- Arkéa-Samsic - B&B Hotels-KTM - TotalEnergies Équipes continentales (3)- Go Sport-Roubaix Lille Métropole - Nice Métropole Côte d'Azur - Saint Michel-Auber 93 |
| |

## Étapes
| Étape     | Date    | Villes étapes                     | type                      | Distance (km) | Dénivelé (m) | Vainqueur d'étape | Leader du classement général |
| --------- | ------- | --------------------------------- | ------------------------- | ------------- | ------------ | ----------------- | ---------------------------- |
| Prologue  | 10 fév. | Berre-l'Étang – Berre-l'Étang     | prologue                  | 7,1           | 14 m         | Filippo Ganna     | Filippo Ganna                |
| 1re étape | 11 fév. | Istres – Saintes-Maries-de-la-Mer | étape de plaine           | 151,8         | 360 m        | Elia Viviani      | Filippo Ganna                |
| 2e étape  | 12 fév. | Arles – Manosque                  | étape vallonnée           | 180,6         | 2 202 m      | Bryan Coquard     | Filippo Ganna                |
| 3e étape  | 13 fév. | Manosque – montagne de Lure       | étape de moyenne montagne | 166,1         | 3 223 m      | Nairo Quintana    | Nairo Quintana               |

## Déroulement de la course

### Prologue
Le prologue de l'édition 2022 de cette course se déroule intégralement le long de l'étang de Berre, sur un parcours de 7.1 km, sans grosse difficultés majeurs, dans un parcours urbain. Le départ, comme l'arrivée se situe proche du port de Berre-l'Étang.
| \| Classement de l'étape \| Classement de l'étape \| Classement de l'étape \| Classement de l'étape \| Classement de l'étape \| \| Coureur \| Coureur \| Pays \| Équipe \| Temps \| \| --------------------- \| --------------------- \| --------------------- \| ---------------------- \| --------------------- \| \| 1er \| Filippo Ganna \| Italie \| Ineos Grenadiers \| 8 min 04 s \| \| 2e \| Ethan Hayter \| Royaume-Uni \| Ineos Grenadiers \| + 12 s \| \| 3e \| Tobias Ludvigsson \| Suède \| Groupama-FDJ \| + 13 s \| \| 4e \| Samuele Battistella \| Italie \| Astana Qazaqstan Team \| + 15 s \| \| 5e \| Pierre Latour \| France \| TotalEnergies \| + 15 s \| \| 6e \| Julian Alaphilippe \| France \| Quick-Step Alpha Vinyl \| + 17 s \| \| 7e \| Maciej Bodnar \| Pologne \| TotalEnergies \| + 17 s \| \| 8e \| Mathias Norsgaard \| Danemark \| Movistar Team \| + 19 s \| \| 9e \| Dries Devenyns \| Belgique \| Quick-Step Alpha Vinyl \| + 19 s \| \| 10e \| Ilan Van Wilder \| Belgique \| Quick-Step Alpha Vinyl \| + 20 s \| |                     |             |                        |            |
| |                     |             |                        |            |
| Source : ProCyclingStats |                     |             |                        |            |
| Classement de l'étape |                     |             |                        |            |
| Coureur | Coureur             | Pays        | Équipe                 | Temps      |
| 1er | Filippo Ganna       | Italie      | Ineos Grenadiers       | 8 min 04 s |
| 2e | Ethan Hayter        | Royaume-Uni | Ineos Grenadiers       | + 12 s     |
| 3e | Tobias Ludvigsson   | Suède       | Groupama-FDJ           | + 13 s     |
| 4e | Samuele Battistella | Italie      | Astana Qazaqstan Team  | + 15 s     |
| 5e | Pierre Latour       | France      | TotalEnergies          | + 15 s     |
| 6e | Julian Alaphilippe  | France      | Quick-Step Alpha Vinyl | + 17 s     |
| 7e | Maciej Bodnar       | Pologne     | TotalEnergies          | + 17 s     |
| 8e | Mathias Norsgaard   | Danemark    | Movistar Team          | + 19 s     |
| 9e | Dries Devenyns      | Belgique    | Quick-Step Alpha Vinyl | + 19 s     |
| 10e | Ilan Van Wilder     | Belgique    | Quick-Step Alpha Vinyl | + 20 s     |

| Classement de l'étape | Classement de l'étape | Classement de l'étape | Classement de l'étape  | Classement de l'étape |
| Coureur               | Coureur               | Pays                  | Équipe                 | Temps                 |
| --------------------- | --------------------- | --------------------- | ---------------------- | --------------------- |
| 1er                   | Filippo Ganna         | Italie                | Ineos Grenadiers       | 8 min 04 s            |
| 2e                    | Ethan Hayter          | Royaume-Uni           | Ineos Grenadiers       | + 12 s                |
| 3e                    | Tobias Ludvigsson     | Suède                 | Groupama-FDJ           | + 13 s                |
| 4e                    | Samuele Battistella   | Italie                | Astana Qazaqstan Team  | + 15 s                |
| 5e                    | Pierre Latour         | France                | TotalEnergies          | + 15 s                |
| 6e                    | Julian Alaphilippe    | France                | Quick-Step Alpha Vinyl | + 17 s                |
| 7e                    | Maciej Bodnar         | Pologne               | TotalEnergies          | + 17 s                |
| 8e                    | Mathias Norsgaard     | Danemark              | Movistar Team          | + 19 s                |
| 9e                    | Dries Devenyns        | Belgique              | Quick-Step Alpha Vinyl | + 19 s                |
| 10e                   | Ilan Van Wilder       | Belgique              | Quick-Step Alpha Vinyl | + 20 s                |

| \| Classement général \| Classement général \| Classement général \| Classement général \| Classement général \| \| Coureur \| Coureur \| Pays \| Équipe \| Temps \| \| ------------------ \| ------------------- \| ------------------ \| ---------------------- \| ------------------ \| \| 1er \| Filippo Ganna \| Italie \| Ineos Grenadiers \| 8 min 04 s \| \| 2e \| Ethan Hayter \| Royaume-Uni \| Ineos Grenadiers \| + 12 s \| \| 3e \| Tobias Ludvigsson \| Suède \| Groupama-FDJ \| + 13 s \| \| 4e \| Samuele Battistella \| Italie \| Astana Qazaqstan Team \| + 15 s \| \| 5e \| Pierre Latour \| France \| TotalEnergies \| + 15 s \| \| 6e \| Julian Alaphilippe \| France \| Quick-Step Alpha Vinyl \| + 17 s \| \| 7e \| Maciej Bodnar \| Pologne \| TotalEnergies \| + 17 s \| \| 8e \| Mathias Norsgaard \| Danemark \| Movistar Team \| + 19 s \| \| 9e \| Dries Devenyns \| Belgique \| Quick-Step Alpha Vinyl \| + 19 s \| \| 10e \| Ilan Van Wilder \| Belgique \| Quick-Step Alpha Vinyl \| + 20 s \| |                     |             |                        |            |
| |                     |             |                        |            |
| Source : ProCyclingStats |                     |             |                        |            |
| Classement général |                     |             |                        |            |
| Coureur | Coureur             | Pays        | Équipe                 | Temps      |
| 1er | Filippo Ganna       | Italie      | Ineos Grenadiers       | 8 min 04 s |
| 2e | Ethan Hayter        | Royaume-Uni | Ineos Grenadiers       | + 12 s     |
| 3e | Tobias Ludvigsson   | Suède       | Groupama-FDJ           | + 13 s     |
| 4e | Samuele Battistella | Italie      | Astana Qazaqstan Team  | + 15 s     |
| 5e | Pierre Latour       | France      | TotalEnergies          | + 15 s     |
| 6e | Julian Alaphilippe  | France      | Quick-Step Alpha Vinyl | + 17 s     |
| 7e | Maciej Bodnar       | Pologne     | TotalEnergies          | + 17 s     |
| 8e | Mathias Norsgaard   | Danemark    | Movistar Team          | + 19 s     |
| 9e | Dries Devenyns      | Belgique    | Quick-Step Alpha Vinyl | + 19 s     |
| 10e | Ilan Van Wilder     | Belgique    | Quick-Step Alpha Vinyl | + 20 s     |

| Classement général | Classement général  | Classement général | Classement général     | Classement général |
| Coureur            | Coureur             | Pays               | Équipe                 | Temps              |
| ------------------ | ------------------- | ------------------ | ---------------------- | ------------------ |
| 1er                | Filippo Ganna       | Italie             | Ineos Grenadiers       | 8 min 04 s         |
| 2e                 | Ethan Hayter        | Royaume-Uni        | Ineos Grenadiers       | + 12 s             |
| 3e                 | Tobias Ludvigsson   | Suède              | Groupama-FDJ           | + 13 s             |
| 4e                 | Samuele Battistella | Italie             | Astana Qazaqstan Team  | + 15 s             |
| 5e                 | Pierre Latour       | France             | TotalEnergies          | + 15 s             |
| 6e                 | Julian Alaphilippe  | France             | Quick-Step Alpha Vinyl | + 17 s             |
| 7e                 | Maciej Bodnar       | Pologne            | TotalEnergies          | + 17 s             |
| 8e                 | Mathias Norsgaard   | Danemark           | Movistar Team          | + 19 s             |
| 9e                 | Dries Devenyns      | Belgique           | Quick-Step Alpha Vinyl | + 19 s             |
| 10e                | Ilan Van Wilder     | Belgique           | Quick-Step Alpha Vinyl | + 20 s             |

### 1reétape
Avec un dénivelé cumulé à 400 m, le parcours de cette première étape est plus propice au sprinteurs, qui prévoit d'être rapide. Les conditions climatiques, dues à un tracé proche de la mer, ayant peu de protection aux vents, peuvent compliquer le classement du jour.
| \| Classement de l'étape \| Classement de l'étape \| Classement de l'étape \| Classement de l'étape \| Classement de l'étape \| \| Coureur \| Coureur \| Pays \| Équipe \| Temps \| \| --------------------- \| --------------------- \| --------------------- \| ---------------------- \| --------------------- \| \| 1er \| Elia Viviani \| Italie \| Ineos Grenadiers \| 3 h 14 min 58 s \| \| 2e \| Sep Vanmarcke \| Belgique \| Israel-Premier Tech \| + 0 s \| \| 3e \| Julian Alaphilippe \| France \| Quick-Step Alpha Vinyl \| + 0 s \| \| 4e \| Martijn Tusveld \| Pays-Bas \| Team DSM \| + 0 s \| \| 5e \| Samuele Battistella \| Italie \| Astana Qazaqstan Team \| + 0 s \| \| 6e \| Cédric Beullens \| Belgique \| Lotto-Soudal \| + 0 s \| \| 7e \| Mattias Skjelmose \| Danemark \| Trek-Segafredo \| + 0 s \| \| 8e \| Pierre Latour \| France \| TotalEnergies \| + 0 s \| \| 9e \| Matteo Jorgenson \| États-Unis \| Movistar Team \| + 0 s \| \| 10e \| Ilan Van Wilder \| Belgique \| Quick-Step Alpha Vinyl \| + 0 s \| |                     |            |                        |                 |
| |                     |            |                        |                 |
| Source : ProCyclingStats |                     |            |                        |                 |
| Classement de l'étape |                     |            |                        |                 |
| Coureur | Coureur             | Pays       | Équipe                 | Temps           |
| 1er | Elia Viviani        | Italie     | Ineos Grenadiers       | 3 h 14 min 58 s |
| 2e | Sep Vanmarcke       | Belgique   | Israel-Premier Tech    | + 0 s           |
| 3e | Julian Alaphilippe  | France     | Quick-Step Alpha Vinyl | + 0 s           |
| 4e | Martijn Tusveld     | Pays-Bas   | Team DSM               | + 0 s           |
| 5e | Samuele Battistella | Italie     | Astana Qazaqstan Team  | + 0 s           |
| 6e | Cédric Beullens     | Belgique   | Lotto-Soudal           | + 0 s           |
| 7e | Mattias Skjelmose   | Danemark   | Trek-Segafredo         | + 0 s           |
| 8e | Pierre Latour       | France     | TotalEnergies          | + 0 s           |
| 9e | Matteo Jorgenson    | États-Unis | Movistar Team          | + 0 s           |
| 10e | Ilan Van Wilder     | Belgique   | Quick-Step Alpha Vinyl | + 0 s           |

| Classement de l'étape | Classement de l'étape | Classement de l'étape | Classement de l'étape  | Classement de l'étape |
| Coureur               | Coureur               | Pays                  | Équipe                 | Temps                 |
| --------------------- | --------------------- | --------------------- | ---------------------- | --------------------- |
| 1er                   | Elia Viviani          | Italie                | Ineos Grenadiers       | 3 h 14 min 58 s       |
| 2e                    | Sep Vanmarcke         | Belgique              | Israel-Premier Tech    | + 0 s                 |
| 3e                    | Julian Alaphilippe    | France                | Quick-Step Alpha Vinyl | + 0 s                 |
| 4e                    | Martijn Tusveld       | Pays-Bas              | Team DSM               | + 0 s                 |
| 5e                    | Samuele Battistella   | Italie                | Astana Qazaqstan Team  | + 0 s                 |
| 6e                    | Cédric Beullens       | Belgique              | Lotto-Soudal           | + 0 s                 |
| 7e                    | Mattias Skjelmose     | Danemark              | Trek-Segafredo         | + 0 s                 |
| 8e                    | Pierre Latour         | France                | TotalEnergies          | + 0 s                 |
| 9e                    | Matteo Jorgenson      | États-Unis            | Movistar Team          | + 0 s                 |
| 10e                   | Ilan Van Wilder       | Belgique              | Quick-Step Alpha Vinyl | + 0 s                 |

| \| Classement général \| Classement général \| Classement général \| Classement général \| Classement général \| \| Coureur \| Coureur \| Pays \| Équipe \| Temps \| \| ------------------ \| ------------------- \| ------------------ \| ---------------------- \| ------------------ \| \| 1er \| Filippo Ganna \| Italie \| Ineos Grenadiers \| 3 h 26 min 05 s \| \| 2e \| Julian Alaphilippe \| France \| Quick-Step Alpha Vinyl \| + 4 s \| \| 3e \| Pierre Latour \| France \| TotalEnergies \| + 10 s \| \| 4e \| Samuele Battistella \| Italie \| Astana Qazaqstan Team \| + 12 s \| \| 5e \| Ilan Van Wilder \| Belgique \| Quick-Step Alpha Vinyl \| + 17 s \| \| 6e \| Mattias Skjelmose \| Danemark \| Trek-Segafredo \| + 21 s \| \| 7e \| Matteo Jorgenson \| États-Unis \| Movistar Team \| + 21 s \| \| 8e \| Louis Vervaeke \| Belgique \| Quick-Step Alpha Vinyl \| + 21 s \| \| 9e \| Sep Vanmarcke \| Belgique \| Israel-Premier Tech \| + 22 s \| \| 10e \| Maxime Bouet \| France \| Arkéa-Samsic \| + 23 s \| |                     |            |                        |                 |
| |                     |            |                        |                 |
| Source : ProCyclingStats |                     |            |                        |                 |
| Classement général |                     |            |                        |                 |
| Coureur | Coureur             | Pays       | Équipe                 | Temps           |
| 1er | Filippo Ganna       | Italie     | Ineos Grenadiers       | 3 h 26 min 05 s |
| 2e | Julian Alaphilippe  | France     | Quick-Step Alpha Vinyl | + 4 s           |
| 3e | Pierre Latour       | France     | TotalEnergies          | + 10 s          |
| 4e | Samuele Battistella | Italie     | Astana Qazaqstan Team  | + 12 s          |
| 5e | Ilan Van Wilder     | Belgique   | Quick-Step Alpha Vinyl | + 17 s          |
| 6e | Mattias Skjelmose   | Danemark   | Trek-Segafredo         | + 21 s          |
| 7e | Matteo Jorgenson    | États-Unis | Movistar Team          | + 21 s          |
| 8e | Louis Vervaeke      | Belgique   | Quick-Step Alpha Vinyl | + 21 s          |
| 9e | Sep Vanmarcke       | Belgique   | Israel-Premier Tech    | + 22 s          |
| 10e | Maxime Bouet        | France     | Arkéa-Samsic           | + 23 s          |

| Classement général | Classement général  | Classement général | Classement général     | Classement général |
| Coureur            | Coureur             | Pays               | Équipe                 | Temps              |
| ------------------ | ------------------- | ------------------ | ---------------------- | ------------------ |
| 1er                | Filippo Ganna       | Italie             | Ineos Grenadiers       | 3 h 26 min 05 s    |
| 2e                 | Julian Alaphilippe  | France             | Quick-Step Alpha Vinyl | + 4 s              |
| 3e                 | Pierre Latour       | France             | TotalEnergies          | + 10 s             |
| 4e                 | Samuele Battistella | Italie             | Astana Qazaqstan Team  | + 12 s             |
| 5e                 | Ilan Van Wilder     | Belgique           | Quick-Step Alpha Vinyl | + 17 s             |
| 6e                 | Mattias Skjelmose   | Danemark           | Trek-Segafredo         | + 21 s             |
| 7e                 | Matteo Jorgenson    | États-Unis         | Movistar Team          | + 21 s             |
| 8e                 | Louis Vervaeke      | Belgique           | Quick-Step Alpha Vinyl | + 21 s             |
| 9e                 | Sep Vanmarcke       | Belgique           | Israel-Premier Tech    | + 22 s             |
| 10e                | Maxime Bouet        | France             | Arkéa-Samsic           | + 23 s             |

### 2eétape
Au départ d'Arlès, le parcours traverse les Bouches-du-Rhône, longe le sud du Vaucluse et du massif du Luberon, pour entamer un circuit, dans les Alpes-de-Haute-Provence, à 75 km de l'arrivée.
Résumé
Alexis Gougeard qui était échappé est repris dans les deux derniers kilomètres, aussitôt Pierre-Luc Périchon attaque. Comme la veille Pierre Latour attaque dans le dernier kilomètre, Bryan Coquard le voit et le suit.

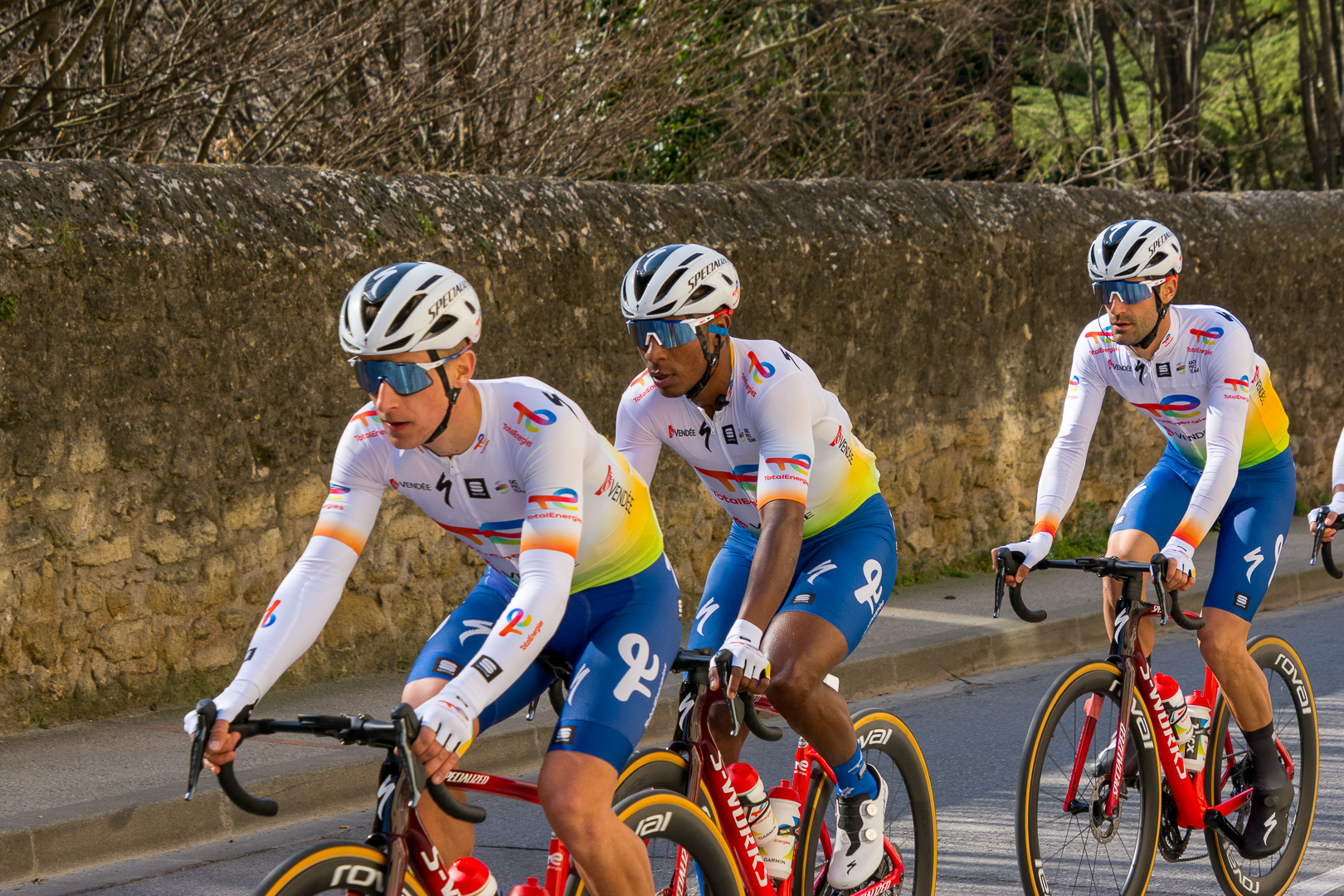
Fabien Doubey ouvre la marche, en deuxième position se trouve Lorenzo Manzin (10ème de l'étape) et Fabien Grelier termine ce groupe.

| \| Classement de l'étape \| Classement de l'étape \| Classement de l'étape \| Classement de l'étape \| Classement de l'étape \| \| Coureur \| Coureur \| Pays \| Équipe \| Temps \| \| --------------------- \| ---------------------- \| --------------------- \| ---------------------- \| --------------------- \| \| 1er \| Bryan Coquard \| France \| Cofidis \| 4 h 19 min 42 s \| \| 2e \| Julian Alaphilippe \| France \| Quick-Step Alpha Vinyl \| + 0 s \| \| 3e \| Filippo Ganna \| Italie \| Ineos Grenadiers \| + 0 s \| \| 4e \| Pierre Latour \| France \| TotalEnergies \| + 0 s \| \| 5e \| Arnaud Démare \| France \| Groupama-FDJ \| + 0 s \| \| 6e \| Nairo Quintana \| Colombie \| Arkéa-Samsic \| + 0 s \| \| 7e \| Mads Würtz Schmidt \| Danemark \| Israel-Premier Tech \| + 0 s \| \| 8e \| Matteo Jorgenson \| États-Unis \| Movistar Team \| + 0 s \| \| 9e \| Aurélien Paret-Peintre \| France \| AG2R Citroën Team \| + 0 s \| \| 10e \| Lorrenzo Manzin \| France \| TotalEnergies \| + 0 s \| |                        |            |                        |                 |
| |                        |            |                        |                 |
| Source : ProCyclingStats |                        |            |                        |                 |
| Classement de l'étape |                        |            |                        |                 |
| Coureur | Coureur                | Pays       | Équipe                 | Temps           |
| 1er | Bryan Coquard          | France     | Cofidis                | 4 h 19 min 42 s |
| 2e | Julian Alaphilippe     | France     | Quick-Step Alpha Vinyl | + 0 s           |
| 3e | Filippo Ganna          | Italie     | Ineos Grenadiers       | + 0 s           |
| 4e | Pierre Latour          | France     | TotalEnergies          | + 0 s           |
| 5e | Arnaud Démare          | France     | Groupama-FDJ           | + 0 s           |
| 6e | Nairo Quintana         | Colombie   | Arkéa-Samsic           | + 0 s           |
| 7e | Mads Würtz Schmidt     | Danemark   | Israel-Premier Tech    | + 0 s           |
| 8e | Matteo Jorgenson       | États-Unis | Movistar Team          | + 0 s           |
| 9e | Aurélien Paret-Peintre | France     | AG2R Citroën Team      | + 0 s           |
| 10e | Lorrenzo Manzin        | France     | TotalEnergies          | + 0 s           |

| Classement de l'étape | Classement de l'étape  | Classement de l'étape | Classement de l'étape  | Classement de l'étape |
| Coureur               | Coureur                | Pays                  | Équipe                 | Temps                 |
| --------------------- | ---------------------- | --------------------- | ---------------------- | --------------------- |
| 1er                   | Bryan Coquard          | France                | Cofidis                | 4 h 19 min 42 s       |
| 2e                    | Julian Alaphilippe     | France                | Quick-Step Alpha Vinyl | + 0 s                 |
| 3e                    | Filippo Ganna          | Italie                | Ineos Grenadiers       | + 0 s                 |
| 4e                    | Pierre Latour          | France                | TotalEnergies          | + 0 s                 |
| 5e                    | Arnaud Démare          | France                | Groupama-FDJ           | + 0 s                 |
| 6e                    | Nairo Quintana         | Colombie              | Arkéa-Samsic           | + 0 s                 |
| 7e                    | Mads Würtz Schmidt     | Danemark              | Israel-Premier Tech    | + 0 s                 |
| 8e                    | Matteo Jorgenson       | États-Unis            | Movistar Team          | + 0 s                 |
| 9e                    | Aurélien Paret-Peintre | France                | AG2R Citroën Team      | + 0 s                 |
| 10e                   | Lorrenzo Manzin        | France                | TotalEnergies          | + 0 s                 |

| \| Classement général \| Classement général \| Classement général \| Classement général \| Classement général \| \| Coureur \| Coureur \| Pays \| Équipe \| Temps \| \| ------------------ \| ------------------- \| ------------------ \| ---------------------- \| ------------------ \| \| 1er \| Filippo Ganna \| Italie \| Ineos Grenadiers \| 7 h 45 min 43 s \| \| 2e \| Julian Alaphilippe \| France \| Quick-Step Alpha Vinyl \| + 2 s \| \| 3e \| Pierre Latour \| France \| TotalEnergies \| + 14 s \| \| 4e \| Samuele Battistella \| Italie \| Astana Qazaqstan Team \| + 16 s \| \| 5e \| Mattias Skjelmose \| Danemark \| Trek-Segafredo \| + 25 s \| \| 6e \| Matteo Jorgenson \| États-Unis \| Movistar Team \| + 25 s \| \| 7e \| Maxime Bouet \| France \| Arkéa-Samsic \| + 27 s \| \| 8e \| Ilan Van Wilder \| Belgique \| Quick-Step Alpha Vinyl \| + 27 s \| \| 9e \| Damien Touzé \| France \| AG2R Citroën Team \| + 30 s \| \| 10e \| Nairo Quintana \| Colombie \| Arkéa-Samsic \| + 32 s \| |                     |            |                        |                 |
| |                     |            |                        |                 |
| Source : ProCyclingStats |                     |            |                        |                 |
| Classement général |                     |            |                        |                 |
| Coureur | Coureur             | Pays       | Équipe                 | Temps           |
| 1er | Filippo Ganna       | Italie     | Ineos Grenadiers       | 7 h 45 min 43 s |
| 2e | Julian Alaphilippe  | France     | Quick-Step Alpha Vinyl | + 2 s           |
| 3e | Pierre Latour       | France     | TotalEnergies          | + 14 s          |
| 4e | Samuele Battistella | Italie     | Astana Qazaqstan Team  | + 16 s          |
| 5e | Mattias Skjelmose   | Danemark   | Trek-Segafredo         | + 25 s          |
| 6e | Matteo Jorgenson    | États-Unis | Movistar Team          | + 25 s          |
| 7e | Maxime Bouet        | France     | Arkéa-Samsic           | + 27 s          |
| 8e | Ilan Van Wilder     | Belgique   | Quick-Step Alpha Vinyl | + 27 s          |
| 9e | Damien Touzé        | France     | AG2R Citroën Team      | + 30 s          |
| 10e | Nairo Quintana      | Colombie   | Arkéa-Samsic           | + 32 s          |

| Classement général | Classement général  | Classement général | Classement général     | Classement général |
| Coureur            | Coureur             | Pays               | Équipe                 | Temps              |
| ------------------ | ------------------- | ------------------ | ---------------------- | ------------------ |
| 1er                | Filippo Ganna       | Italie             | Ineos Grenadiers       | 7 h 45 min 43 s    |
| 2e                 | Julian Alaphilippe  | France             | Quick-Step Alpha Vinyl | + 2 s              |
| 3e                 | Pierre Latour       | France             | TotalEnergies          | + 14 s             |
| 4e                 | Samuele Battistella | Italie             | Astana Qazaqstan Team  | + 16 s             |
| 5e                 | Mattias Skjelmose   | Danemark           | Trek-Segafredo         | + 25 s             |
| 6e                 | Matteo Jorgenson    | États-Unis         | Movistar Team          | + 25 s             |
| 7e                 | Maxime Bouet        | France             | Arkéa-Samsic           | + 27 s             |
| 8e                 | Ilan Van Wilder     | Belgique           | Quick-Step Alpha Vinyl | + 27 s             |
| 9e                 | Damien Touzé        | France             | AG2R Citroën Team      | + 30 s             |
| 10e                | Nairo Quintana      | Colombie           | Arkéa-Samsic           | + 32 s             |

### 3eétape
C'est l'étape la plus dure de cette édition, au départ de Manosque, et une arrivée au sommet de la montagne de Lure. Le parcours prévoit un double passage à Forcalquier, comprenant un sprint à chaque passage, un double passage au col de Buire, de 6 km à 3.7 %. L'arrivée se fait après une ascension de 17 km, sur une pente moyenne de 6 %.
| \| Classement de l'étape \| Classement de l'étape \| Classement de l'étape \| Classement de l'étape \| Classement de l'étape \| \| Coureur \| Coureur \| Pays \| Équipe \| Temps \| \| --------------------- \| ----------------------- \| --------------------- \| ---------------------- \| --------------------- \| \| 1er \| Nairo Quintana \| Colombie \| Arkéa-Samsic \| 4 h 23 min 06 s \| \| 2e \| Mattias Skjelmose \| Danemark \| Trek-Segafredo \| + 37 s \| \| 3e \| Matteo Jorgenson \| États-Unis \| Movistar Team \| + 37 s \| \| 4e \| Iván Sosa \| Colombie \| Movistar Team \| + 39 s \| \| 5e \| Ilan Van Wilder \| Belgique \| Quick-Step Alpha Vinyl \| + 41 s \| \| 6e \| Amanuel Ghebreigzabhier \| Érythrée \| Trek-Segafredo \| + 46 s \| \| 7e \| Julian Alaphilippe \| France \| Quick-Step Alpha Vinyl \| + 47 s \| \| 8e \| Pierre Latour \| France \| TotalEnergies \| + 50 s \| \| 9e \| Kenny Elissonde \| France \| Trek-Segafredo \| + 1 min 00 s \| \| 10e \| Geoffrey Bouchard \| France \| AG2R Citroën Team \| + 1 min 03 s \| |                         |            |                        |                 |
| |                         |            |                        |                 |
| Source : ProCyclingStats |                         |            |                        |                 |
| Classement de l'étape |                         |            |                        |                 |
| Coureur | Coureur                 | Pays       | Équipe                 | Temps           |
| 1er | Nairo Quintana          | Colombie   | Arkéa-Samsic           | 4 h 23 min 06 s |
| 2e | Mattias Skjelmose       | Danemark   | Trek-Segafredo         | + 37 s          |
| 3e | Matteo Jorgenson        | États-Unis | Movistar Team          | + 37 s          |
| 4e | Iván Sosa               | Colombie   | Movistar Team          | + 39 s          |
| 5e | Ilan Van Wilder         | Belgique   | Quick-Step Alpha Vinyl | + 41 s          |
| 6e | Amanuel Ghebreigzabhier | Érythrée   | Trek-Segafredo         | + 46 s          |
| 7e | Julian Alaphilippe      | France     | Quick-Step Alpha Vinyl | + 47 s          |
| 8e | Pierre Latour           | France     | TotalEnergies          | + 50 s          |
| 9e | Kenny Elissonde         | France     | Trek-Segafredo         | + 1 min 00 s    |
| 10e | Geoffrey Bouchard       | France     | AG2R Citroën Team      | + 1 min 03 s    |

| Classement de l'étape | Classement de l'étape   | Classement de l'étape | Classement de l'étape  | Classement de l'étape |
| Coureur               | Coureur                 | Pays                  | Équipe                 | Temps                 |
| --------------------- | ----------------------- | --------------------- | ---------------------- | --------------------- |
| 1er                   | Nairo Quintana          | Colombie              | Arkéa-Samsic           | 4 h 23 min 06 s       |
| 2e                    | Mattias Skjelmose       | Danemark              | Trek-Segafredo         | + 37 s                |
| 3e                    | Matteo Jorgenson        | États-Unis            | Movistar Team          | + 37 s                |
| 4e                    | Iván Sosa               | Colombie              | Movistar Team          | + 39 s                |
| 5e                    | Ilan Van Wilder         | Belgique              | Quick-Step Alpha Vinyl | + 41 s                |
| 6e                    | Amanuel Ghebreigzabhier | Érythrée              | Trek-Segafredo         | + 46 s                |
| 7e                    | Julian Alaphilippe      | France                | Quick-Step Alpha Vinyl | + 47 s                |
| 8e                    | Pierre Latour           | France                | TotalEnergies          | + 50 s                |
| 9e                    | Kenny Elissonde         | France                | Trek-Segafredo         | + 1 min 00 s          |
| 10e                   | Geoffrey Bouchard       | France                | AG2R Citroën Team      | + 1 min 03 s          |

## Classements finals
Pour rendre hommage à Bernard Tapie, gérant du Groupe La Provence, la direction de course modifie le maillot du vainqueur du classement général pour l'édition 2022 : il sera noir, décoré des lettres B et T.

### Classement général
| \| Classement général \| Classement général \| Classement général \| Classement général \| Classement général \| \| Coureur \| Coureur \| Pays \| Équipe \| Temps \| \| ------------------ \| ---------------------- \| ------------------ \| ---------------------- \| ------------------ \| \| 1er \| Nairo Quintana \| Colombie \| Arkéa-Samsic \| 12 h 09 min 11 s \| \| 2e \| Julian Alaphilippe \| France \| Quick-Step Alpha Vinyl \| + 27 s \| \| 3e \| Mattias Skjelmose \| Danemark \| Trek-Segafredo \| + 34 s \| \| 4e \| Matteo Jorgenson \| États-Unis \| Movistar Team \| + 36 s \| \| 5e \| Pierre Latour \| France \| TotalEnergies \| + 42 s \| \| 6e \| Ilan Van Wilder \| Belgique \| Quick-Step Alpha Vinyl \| + 46 s \| \| 7e \| Samuele Battistella \| Italie \| Astana Qazaqstan Team \| + 1 min 21 s \| \| 8e \| Aurélien Paret-Peintre \| France \| AG2R Citroën Team \| + 1 min 45 s \| \| 9e \| Maxime Bouet \| France \| Arkéa-Samsic \| + 1 min 56 s \| \| 10e \| Louis Vervaeke \| Belgique \| Quick-Step Alpha Vinyl \| + 2 min 55 s \| |                        |            |                        |                  |
| |                        |            |                        |                  |
| Source : ProCyclingStats |                        |            |                        |                  |
| Classement général |                        |            |                        |                  |
| Coureur | Coureur                | Pays       | Équipe                 | Temps            |
| 1er | Nairo Quintana         | Colombie   | Arkéa-Samsic           | 12 h 09 min 11 s |
| 2e | Julian Alaphilippe     | France     | Quick-Step Alpha Vinyl | + 27 s           |
| 3e | Mattias Skjelmose      | Danemark   | Trek-Segafredo         | + 34 s           |
| 4e | Matteo Jorgenson       | États-Unis | Movistar Team          | + 36 s           |
| 5e | Pierre Latour          | France     | TotalEnergies          | + 42 s           |
| 6e | Ilan Van Wilder        | Belgique   | Quick-Step Alpha Vinyl | + 46 s           |
| 7e | Samuele Battistella    | Italie     | Astana Qazaqstan Team  | + 1 min 21 s     |
| 8e | Aurélien Paret-Peintre | France     | AG2R Citroën Team      | + 1 min 45 s     |
| 9e | Maxime Bouet           | France     | Arkéa-Samsic           | + 1 min 56 s     |
| 10e | Louis Vervaeke         | Belgique   | Quick-Step Alpha Vinyl | + 2 min 55 s     |

### Classements annexes
| Classement par points | Classement par points | Classement par points | Classement par points  | Classement par points |
| Coureur               | Coureur               | Pays                  | Équipe                 | Points                |
| --------------------- | --------------------- | --------------------- | ---------------------- | --------------------- |
| 1er                   | Julian Alaphilippe    | France                | Quick-Step Alpha Vinyl | 34 pts                |
| 2e                    | Pierre Latour         | France                | TotalEnergies          | 18 pts                |
| 3e                    | Nairo Quintana        | Colombie              | Arkéa-Samsic           | 17 pts                |
| 4e                    | Elia Viviani          | Italie                | Ineos Grenadiers       | 15 pts                |
| 5e                    | Matteo Jorgenson      | États-Unis            | Movistar Team          | 15 pts                |
| 6e                    | Mattias Skjelmose     | Danemark              | Trek-Segafredo         | 14 pts                |
| 7e                    | Sep Vanmarcke         | Belgique              | Israel-Premier Tech    | 12 pts                |
| 8e                    | Martijn Tusveld       | Pays-Bas              | Team DSM               | 9 pts                 |
| 9e                    | Samuele Battistella   | Italie                | Astana Qazaqstan Team  | 8 pts                 |
| 10e                   | Arnaud Démare         | France                | Groupama-FDJ           | 8 pts                 |

| Classement par points | Classement par points | Classement par points | Classement par points  | Classement par points |
| Coureur               | Coureur               | Pays                  | Équipe                 | Points                |
| --------------------- | --------------------- | --------------------- | ---------------------- | --------------------- |
| 1er                   | Julian Alaphilippe    | France                | Quick-Step Alpha Vinyl | 34 pts                |
| 2e                    | Pierre Latour         | France                | TotalEnergies          | 18 pts                |
| 3e                    | Nairo Quintana        | Colombie              | Arkéa-Samsic           | 17 pts                |
| 4e                    | Elia Viviani          | Italie                | Ineos Grenadiers       | 15 pts                |
| 5e                    | Matteo Jorgenson      | États-Unis            | Movistar Team          | 15 pts                |
| 6e                    | Mattias Skjelmose     | Danemark              | Trek-Segafredo         | 14 pts                |
| 7e                    | Sep Vanmarcke         | Belgique              | Israel-Premier Tech    | 12 pts                |
| 8e                    | Martijn Tusveld       | Pays-Bas              | Team DSM               | 9 pts                 |
| 9e                    | Samuele Battistella   | Italie                | Astana Qazaqstan Team  | 8 pts                 |
| 10e                   | Arnaud Démare         | France                | Groupama-FDJ           | 8 pts                 |

| Classement de la montagne | Classement de la montagne | Classement de la montagne | Classement de la montagne        | Classement de la montagne |
| Coureur                   | Coureur                   | Pays                      | Équipe                           | Points                    |
| ------------------------- | ------------------------- | ------------------------- | -------------------------------- | ------------------------- |
| 1er                       | Nairo Quintana            | Colombie                  | Arkéa-Samsic                     | 10 pts                    |
| 2e                        | Paul Ourselin             | France                    | TotalEnergies                    | 8 pts                     |
| 3e                        | Mattias Skjelmose         | Danemark                  | Trek-Segafredo                   | 8 pts                     |
| 4e                        | Matteo Jorgenson          | États-Unis                | Movistar Team                    | 6 pts                     |
| 5e                        | Kévin Besson              | France                    | Nice Métropole Côte d'Azur       | 5 pts                     |
| 6e                        | Iván Sosa                 | Colombie                  | Movistar Team                    | 4 pts                     |
| 7e                        | Tom Mainguenaud           | France                    | Go Sport-Roubaix Lille Métropole | 2 pts                     |
| 8e                        | Ilan Van Wilder           | Belgique                  | Quick-Step Alpha Vinyl           | 2 pts                     |
| 9e                        | Amanuel Ghebreigzabhier   | Érythrée                  | Trek-Segafredo                   | 1 pt                      |
| 10e                       | Tristan Delacroix         | France                    | Nice Métropole Côte d'Azur       | 1 pt                      |

| Classement de la montagne | Classement de la montagne | Classement de la montagne | Classement de la montagne        | Classement de la montagne |
| Coureur                   | Coureur                   | Pays                      | Équipe                           | Points                    |
| ------------------------- | ------------------------- | ------------------------- | -------------------------------- | ------------------------- |
| 1er                       | Nairo Quintana            | Colombie                  | Arkéa-Samsic                     | 10 pts                    |
| 2e                        | Paul Ourselin             | France                    | TotalEnergies                    | 8 pts                     |
| 3e                        | Mattias Skjelmose         | Danemark                  | Trek-Segafredo                   | 8 pts                     |
| 4e                        | Matteo Jorgenson          | États-Unis                | Movistar Team                    | 6 pts                     |
| 5e                        | Kévin Besson              | France                    | Nice Métropole Côte d'Azur       | 5 pts                     |
| 6e                        | Iván Sosa                 | Colombie                  | Movistar Team                    | 4 pts                     |
| 7e                        | Tom Mainguenaud           | France                    | Go Sport-Roubaix Lille Métropole | 2 pts                     |
| 8e                        | Ilan Van Wilder           | Belgique                  | Quick-Step Alpha Vinyl           | 2 pts                     |
| 9e                        | Amanuel Ghebreigzabhier   | Érythrée                  | Trek-Segafredo                   | 1 pt                      |
| 10e                       | Tristan Delacroix         | France                    | Nice Métropole Côte d'Azur       | 1 pt                      |

| Classement du meilleur jeune | Classement du meilleur jeune | Classement du meilleur jeune | Classement du meilleur jeune     | Classement du meilleur jeune |
| Coureur                      | Coureur                      | Pays                         | Équipe                           | Temps                        |
| ---------------------------- | ---------------------------- | ---------------------------- | -------------------------------- | ---------------------------- |
| 1er                          | Mattias Skjelmose            | Danemark                     | Trek-Segafredo                   | 12 h 09 min 45 s             |
| 2e                           | Matteo Jorgenson             | États-Unis                   | Movistar Team                    | + 2 s                        |
| 3e                           | Ilan Van Wilder              | Belgique                     | Quick-Step Alpha Vinyl           | + 12 s                       |
| 4e                           | Samuele Battistella          | Italie                       | Astana Qazaqstan Team            | + 47 s                       |
| 5e                           | Mark Donovan                 | Royaume-Uni                  | Team DSM                         | + 12 min 16 s                |
| 6e                           | Andrea Mifsud                | Malte                        | Nice Métropole Côte d'Azur       | + 13 min 03 s                |
| 7e                           | Viktor Verschaeve            | Belgique                     | Lotto-Soudal                     | + 13 min 11 s                |
| 8e                           | Joris Delbove                | France                       | Saint Michel-Auber 93            | + 13 min 56 s                |
| 9e                           | Valentin Ferron              | France                       | TotalEnergies                    | + 14 min 30 s                |
| 10e                          | Tom Mainguenaud              | France                       | Go Sport-Roubaix Lille Métropole | + 15 min 37 s                |

| Classement du meilleur jeune | Classement du meilleur jeune | Classement du meilleur jeune | Classement du meilleur jeune     | Classement du meilleur jeune |
| Coureur                      | Coureur                      | Pays                         | Équipe                           | Temps                        |
| ---------------------------- | ---------------------------- | ---------------------------- | -------------------------------- | ---------------------------- |
| 1er                          | Mattias Skjelmose            | Danemark                     | Trek-Segafredo                   | 12 h 09 min 45 s             |
| 2e                           | Matteo Jorgenson             | États-Unis                   | Movistar Team                    | + 2 s                        |
| 3e                           | Ilan Van Wilder              | Belgique                     | Quick-Step Alpha Vinyl           | + 12 s                       |
| 4e                           | Samuele Battistella          | Italie                       | Astana Qazaqstan Team            | + 47 s                       |
| 5e                           | Mark Donovan                 | Royaume-Uni                  | Team DSM                         | + 12 min 16 s                |
| 6e                           | Andrea Mifsud                | Malte                        | Nice Métropole Côte d'Azur       | + 13 min 03 s                |
| 7e                           | Viktor Verschaeve            | Belgique                     | Lotto-Soudal                     | + 13 min 11 s                |
| 8e                           | Joris Delbove                | France                       | Saint Michel-Auber 93            | + 13 min 56 s                |
| 9e                           | Valentin Ferron              | France                       | TotalEnergies                    | + 14 min 30 s                |
| 10e                          | Tom Mainguenaud              | France                       | Go Sport-Roubaix Lille Métropole | + 15 min 37 s                |

| Classement par équipes | Classement par équipes | Classement par équipes | Classement par équipes |
| Équipe                 | Équipe                 | Pays                   | Temps                  |
| ---------------------- | ---------------------- | ---------------------- | ---------------------- |
| 1re                    | Quick-Step Alpha Vinyl | Belgique               | 36 h 31 min 55 s       |
| 2e                     | Arkéa-Samsic           | France                 | + 1 min 33 s           |
| 3e                     | AG2R Citroën Team      | France                 | + 11 min 09 s          |
| 4e                     | TotalEnergies          | France                 | + 14 min 22 s          |
| 5e                     | Israel-Premier Tech    | Israël                 | + 16 min 26 s          |
| 6e                     | Trek-Segafredo         | États-Unis             | + 17 min 28 s          |
| 7e                     | Movistar Team          | Espagne                | + 20 min 32 s          |
| 8e                     | Team DSM               | Pays-Bas               | + 23 min 01 s          |
| 9e                     | Ineos Grenadiers       | Royaume-Uni            | + 24 min 04 s          |
| 10e                    | Astana Qazaqstan Team  | Kazakhstan             | + 31 min 10 s          |

| Classement par équipes | Classement par équipes | Classement par équipes | Classement par équipes |
| Équipe                 | Équipe                 | Pays                   | Temps                  |
| ---------------------- | ---------------------- | ---------------------- | ---------------------- |
| 1re                    | Quick-Step Alpha Vinyl | Belgique               | 36 h 31 min 55 s       |
| 2e                     | Arkéa-Samsic           | France                 | + 1 min 33 s           |
| 3e                     | AG2R Citroën Team      | France                 | + 11 min 09 s          |
| 4e                     | TotalEnergies          | France                 | + 14 min 22 s          |
| 5e                     | Israel-Premier Tech    | Israël                 | + 16 min 26 s          |
| 6e                     | Trek-Segafredo         | États-Unis             | + 17 min 28 s          |
| 7e                     | Movistar Team          | Espagne                | + 20 min 32 s          |
| 8e                     | Team DSM               | Pays-Bas               | + 23 min 01 s          |
| 9e                     | Ineos Grenadiers       | Royaume-Uni            | + 24 min 04 s          |
| 10e                    | Astana Qazaqstan Team  | Kazakhstan             | + 31 min 10 s          |

### Classement UCI
La course attribue des points au Classement mondial UCI 2022 selon le barème suivant.
| Position           | 1er | 2e  | 3e  | 4e  | 5e | 6e | 7e | 8e | 9e | 10e | 11e | 12e | 13e | 14e | 15e | 16e à 30e | 31e à 40e |
| Classement général | 200 | 150 | 125 | 100 | 85 | 70 | 60 | 50 | 40 | 35  | 30  | 25  | 20  | 15  | 10  | 5         | 3         |
| Par étape          | 20  | 10  | 5   |     |    |    |    |    |    |     |     |     |     |     |     |           |           |
| Leader, par étape  | 5   |     |     |     |    |    |    |    |    |     |     |     |     |     |     |           |           |

## Évolution des classements
| Étape              | Vainqueur          | Classement général | Classement des sprints | Classement de la montagne | Classement du meilleur jeune | Chouchou du public     | Classement par équipes |
| ------------------ | ------------------ | ------------------ | ---------------------- | ------------------------- | ---------------------------- | ---------------------- | ---------------------- |
| P                  | Filippo Ganna      | Filippo Ganna      | Filippo Ganna          | Filippo Ganna             | Ethan Hayter                 | Arnaud Démare          | Ineos Grenadiers       |
| 1                  | Elia Viviani       | Filippo Ganna      | Julian Alaphilippe     | Tom Mainguenaud           | Samuele Battistella          | Tristan Delacroix      | Ineos Grenadiers       |
| 2                  | Bryan Coquard      | Filippo Ganna      | Julian Alaphilippe     | Paul Ourselin             | Samuele Battistella          | Aurélien Paret-Peintre | Quick-Step Alpha Vinyl |
| 3                  | Nairo Quintana     | Nairo Quintana     | Julian Alaphilippe     | Nairo Quintana            | Mattias Skjelmose            | Julian Alaphilippe     | Quick-Step Alpha Vinyl |
| Classements finals | Classements finals | Nairo Quintana     | Julian Alaphilippe     | Nairo Quintana            | Mattias Skjelmose            | -                      | Quick-Step Alpha Vinyl |

## Liste des participants
| Movistar Team MOV | Movistar Team MOV                  | Movistar Team MOV |
| ----------------- | ---------------------------------- | ----------------- |
| Num               | Coureur                            | Pos               |
| 1                 | Iván Sosa (COL)                    | 24e               |
| 2                 | Gorka Izagirre (ESP)               | AB-1              |
| 3                 | Matteo Jorgenson (USA)             | 4e                |
| 4                 | Mathias Norsgaard (DEN)            | 50e               |
| 5                 | Óscar Rodríguez Garaicoechea (ESP) | 26e               |
| 6                 | José Joaquín Rojas (ESP)           | 56e               |
| 7                 | Antonio Pedrero (ESP)              | 42e               |

| Quick-Step Alpha Vinyl QST | Quick-Step Alpha Vinyl QST       | Quick-Step Alpha Vinyl QST |
| -------------------------- | -------------------------------- | -------------------------- |
| Num                        | Coureur                          | Pos                        |
| 11                         | Julian Alaphilippe (FRA) (route) | 2e                         |
| 12                         | Pieter Serry (BEL)               | 51e                        |
| 14                         | Dries Devenyns (BEL)             | 31e                        |
| 16                         | Ilan Van Wilder (BEL)            | 6e                         |
| 17                         | Louis Vervaeke (BEL)             | 10e                        |

| Ineos Grenadiers IGD | Ineos Grenadiers IGD   | Ineos Grenadiers IGD |
| -------------------- | ---------------------- | -------------------- |
| Num                  | Coureur                | Pos                  |
| 21                   | Elia Viviani (ITA)     | 57e                  |
| 22                   | Richard Carapaz (ECU)  | NP-2                 |
| 23                   | Filippo Ganna (ITA)    | DQ-3                 |
| 24                   | Ethan Hayter (GBR)     | 58e                  |
| 25                   | Salvatore Puccio (ITA) | 86e                  |
| 26                   | Luke Rowe (GBR)        | 35e                  |

| Trek-Segafredo TFS | Trek-Segafredo TFS            | Trek-Segafredo TFS |
| ------------------ | ----------------------------- | ------------------ |
| Num                | Coureur                       | Pos                |
| 31                 | Dario Cataldo (ITA)           | 47e                |
| 32                 | Alexander Kamp (DEN)          | 70e                |
| 33                 | Kenny Elissonde (FRA)         | 23e                |
| 34                 | Jakob Egholm (DEN)            | AB-3               |
| 35                 | Amanuel Ghebreigzabhier (ERI) | 15e                |
| 36                 | Mattias Skjelmose (DEN)       | 3e                 |

| Cofidis COF | Cofidis COF               | Cofidis COF |
| ----------- | ------------------------- | ----------- |
| Num         | Coureur                   | Pos         |
| 41          | Victor Lafay (FRA)        | 61e         |
| 42          | Bryan Coquard (FRA)       | NP-3        |
| 43          | Thomas Champion (FRA)     | 82e         |
| 44          | Rubén Fernández (ESP)     | 37e         |
| 45          | Pierre-Luc Périchon (FRA) | 46e         |
| 46          | Axel Zingle (FRA)         | NP-3        |

| Astana Qazaqstan Team AST | Astana Qazaqstan Team AST | Astana Qazaqstan Team AST |
| ------------------------- | ------------------------- | ------------------------- |
| Num                       | Coureur                   | Pos                       |
| 51                        | Gleb Brussenskiy (KAZ)    | 79e                       |
| 52                        | Leonardo Basso (ITA)      | 88e                       |
| 53                        | Samuele Battistella (ITA) | 7e                        |
| 54                        | Michele Gazzoli (ITA)     | 71e                       |
| 56                        | Artyom Zakharov (KAZ)     | 73e                       |
| 57                        | Simone Velasco (ITA)      | 40e                       |

| AG2R Citroën Team ACT | AG2R Citroën Team ACT        | AG2R Citroën Team ACT |
| --------------------- | ---------------------------- | --------------------- |
| Num                   | Coureur                      | Pos                   |
| 61                    | Geoffrey Bouchard (FRA)      | 29e                   |
| 62                    | Damien Touzé (FRA)           | 11e                   |
| 63                    | Aurélien Paret-Peintre (FRA) | 8e                    |
| 64                    | Andrea Vendrame (ITA)        | 53e                   |
| 65                    | Nicolas Prodhomme (FRA)      | NP-3                  |

| Arkéa-Samsic ARK | Arkéa-Samsic ARK     | Arkéa-Samsic ARK |
| ---------------- | -------------------- | ---------------- |
| Num              | Coureur              | Pos              |
| 71               | Nairo Quintana (COL) | 1er              |
| 72               | Miguel Flórez (COL)  | 75e              |
| 73               | Nicolas Edet (FRA)   | 48e              |
| 74               | Łukasz Owsian (POL)  | 13e              |
| 75               | Maxime Bouet (FRA)   | 9e               |
| 76               | Dayer Quintana (COL) | 38e              |

| Groupama-FDJ GFC | Groupama-FDJ GFC        | Groupama-FDJ GFC |
| ---------------- | ----------------------- | ---------------- |
| Num              | Coureur                 | Pos              |
| 81               | Bruno Armirail (FRA)    | 66e              |
| 82               | Lewis Askey (GBR)       | 85e              |
| 83               | Arnaud Démare (FRA)     | 69e              |
| 85               | Tobias Ludvigsson (SWE) | 65e              |
| 86               | Anthony Roux (FRA)      | 83e              |
| 87               | Michael Storer (AUS)    | 28e              |

| TotalEnergies TEN | TotalEnergies TEN     | TotalEnergies TEN |
| ----------------- | --------------------- | ----------------- |
| Num               | Coureur               | Pos               |
| 91                | Maciej Bodnar (POL)   | 59e               |
| 92                | Fabien Doubey (FRA)   | 20e               |
| 93                | Valentin Ferron (FRA) | 33e               |
| 94                | Pierre Latour (FRA)   | 5e                |
| 95                | Lorrenzo Manzin (FRA) | 72e               |
| 96                | Fabien Grellier (FRA) | 64e               |
| 97                | Paul Ourselin (FRA)   | 44e               |

| B&B Hotels-KTM BBK | B&B Hotels-KTM BBK          | B&B Hotels-KTM BBK |
| ------------------ | --------------------------- | ------------------ |
| Num                | Coureur                     | Pos                |
| 101                | Pierre Barbier (FRA)        | 89e                |
| 102                | Alexis Gougeard (FRA)       | AB-3               |
| 103                | Miguel Heidemann (GER)      | 49e                |
| 104                | Maxime Chevalier (FRA)      | 60e                |
| 105                | Raphaël Parisella (CAN)     | NP-3               |
| 106                | Pierre Rolland (FRA)        | AB-3               |
| 107                | Sebastian Schönberger (AUT) | 17e                |

| Lotto-Soudal LTS | Lotto-Soudal LTS          | Lotto-Soudal LTS |
| ---------------- | ------------------------- | ---------------- |
| Num              | Coureur                   | Pos              |
| 111              | Cédric Beullens (BEL)     | 34e              |
| 112              | Philippe Gilbert (BEL)    | 39e              |
| 114              | Kamil Małecki (POL)       | 55e              |
| 115              | Michael Schwarzmann (GER) | AB-3             |
| 116              | Viktor Verschaeve (BEL)   | 27e              |
| 117              | Xandres Vervloesem (BEL)  | 74e              |

| Saint Michel-Auber 93 AUB | Saint Michel-Auber 93 AUB  | Saint Michel-Auber 93 AUB |
| ------------------------- | -------------------------- | ------------------------- |
| Num                       | Coureur                    | Pos                       |
| 121                       | Nicolas Debeaumarché (FRA) | 52e                       |
| 122                       | Stéphane Rossetto (FRA)    | 14e                       |
| 123                       | Jason Tesson (FRA)         | AB-3                      |
| 124                       | Joris Delbove (FRA)        | 30e                       |
| 125                       | Tony Hurel (FRA)           | AB-3                      |
| 126                       | Yoann Paillot (FRA)        | 67e                       |

| Go Sport-Roubaix Lille Métropole GRL | Go Sport-Roubaix Lille Métropole GRL | Go Sport-Roubaix Lille Métropole GRL |
| ------------------------------------ | ------------------------------------ | ------------------------------------ |
| Num                                  | Coureur                              | Pos                                  |
| 131                                  | Tom Mainguenaud (FRA)                | 36e                                  |
| 132                                  | Evaldas Šiškevičius (LTU)            | 84e                                  |
| 133                                  | Samuel Leroux (FRA)                  | 54e                                  |
| 134                                  | Jérémy Leveau (FRA)                  | 68e                                  |
| 135                                  | Valentin Tabellion (FRA)             | 80e                                  |
| 136                                  | Norman Vahtra (EST)                  | 91e                                  |
| 137                                  | Emiel Vermeulen (BEL)                | 87e                                  |

| Team DSM DSM | Team DSM DSM          | Team DSM DSM |
| ------------ | --------------------- | ------------ |
| Num          | Coureur               | Pos          |
| 141          | Romain Combaud (FRA)  | 21e          |
| 142          | Florian Stork (GER)   | 16e          |
| 143          | Mark Donovan (GBR)    | 22e          |
| 145          | Tim Naberman (NED)    | 90e          |
| 146          | Martijn Tusveld (NED) | 18e          |

| Israel-Premier Tech IPT | Israel-Premier Tech IPT          | Israel-Premier Tech IPT |
| ----------------------- | -------------------------------- | ----------------------- |
| Num                     | Coureur                          | Pos                     |
| 151                     | Rudy Barbier (FRA)               | 81e                     |
| 152                     | Patrick Bevin (NZL)              | AB-1                    |
| 153                     | Omer Goldstein (ISR)             | 32e                     |
| 154                     | Carl Fredrik Hagen (NOR)         | 45e                     |
| 155                     | Tom Van Asbroeck (BEL)           | 63e                     |
| 156                     | Sep Vanmarcke (BEL)              | 41e                     |
| 157                     | Mads Würtz Schmidt (DEN) (route) | 12e                     |

| Nice Métropole Côte d'Azur NMC | Nice Métropole Côte d'Azur NMC | Nice Métropole Côte d'Azur NMC |
| ------------------------------ | ------------------------------ | ------------------------------ |
| Num                            | Coureur                        | Pos                            |
| 161                            | Antoine Berlin (MON)           | 62e                            |
| 162                            | Kévin Besson (FRA)             | 78e                            |
| 163                            | Jonathan Couanon (FRA)         | 76e                            |
| 164                            | Tristan Delacroix (FRA)        | 19e                            |
| 165                            | Jean Goubert (FRA)             | 43e                            |
| 166                            | Andrea Mifsud                  | 25e                            |
| 167                            | Maxime Urruty (FRA)            | 77e                            |

| Movistar Team MOV | Movistar Team MOV                  | Movistar Team MOV |
| ----------------- | ---------------------------------- | ----------------- |
| Num               | Coureur                            | Pos               |
| 1                 | Iván Sosa (COL)                    | 24e               |
| 2                 | Gorka Izagirre (ESP)               | AB-1              |
| 3                 | Matteo Jorgenson (USA)             | 4e                |
| 4                 | Mathias Norsgaard (DEN)            | 50e               |
| 5                 | Óscar Rodríguez Garaicoechea (ESP) | 26e               |
| 6                 | José Joaquín Rojas (ESP)           | 56e               |
| 7                 | Antonio Pedrero (ESP)              | 42e               |

| Quick-Step Alpha Vinyl QST | Quick-Step Alpha Vinyl QST       | Quick-Step Alpha Vinyl QST |
| -------------------------- | -------------------------------- | -------------------------- |
| Num                        | Coureur                          | Pos                        |
| 11                         | Julian Alaphilippe (FRA) (route) | 2e                         |
| 12                         | Pieter Serry (BEL)               | 51e                        |
| 14                         | Dries Devenyns (BEL)             | 31e                        |
| 16                         | Ilan Van Wilder (BEL)            | 6e                         |
| 17                         | Louis Vervaeke (BEL)             | 10e                        |

| Ineos Grenadiers IGD | Ineos Grenadiers IGD   | Ineos Grenadiers IGD |
| -------------------- | ---------------------- | -------------------- |
| Num                  | Coureur                | Pos                  |
| 21                   | Elia Viviani (ITA)     | 57e                  |
| 22                   | Richard Carapaz (ECU)  | NP-2                 |
| 23                   | Filippo Ganna (ITA)    | DQ-3                 |
| 24                   | Ethan Hayter (GBR)     | 58e                  |
| 25                   | Salvatore Puccio (ITA) | 86e                  |
| 26                   | Luke Rowe (GBR)        | 35e                  |

| Trek-Segafredo TFS | Trek-Segafredo TFS            | Trek-Segafredo TFS |
| ------------------ | ----------------------------- | ------------------ |
| Num                | Coureur                       | Pos                |
| 31                 | Dario Cataldo (ITA)           | 47e                |
| 32                 | Alexander Kamp (DEN)          | 70e                |
| 33                 | Kenny Elissonde (FRA)         | 23e                |
| 34                 | Jakob Egholm (DEN)            | AB-3               |
| 35                 | Amanuel Ghebreigzabhier (ERI) | 15e                |
| 36                 | Mattias Skjelmose (DEN)       | 3e                 |

| Cofidis COF | Cofidis COF               | Cofidis COF |
| ----------- | ------------------------- | ----------- |
| Num         | Coureur                   | Pos         |
| 41          | Victor Lafay (FRA)        | 61e         |
| 42          | Bryan Coquard (FRA)       | NP-3        |
| 43          | Thomas Champion (FRA)     | 82e         |
| 44          | Rubén Fernández (ESP)     | 37e         |
| 45          | Pierre-Luc Périchon (FRA) | 46e         |
| 46          | Axel Zingle (FRA)         | NP-3        |

| Astana Qazaqstan Team AST | Astana Qazaqstan Team AST | Astana Qazaqstan Team AST |
| ------------------------- | ------------------------- | ------------------------- |
| Num                       | Coureur                   | Pos                       |
| 51                        | Gleb Brussenskiy (KAZ)    | 79e                       |
| 52                        | Leonardo Basso (ITA)      | 88e                       |
| 53                        | Samuele Battistella (ITA) | 7e                        |
| 54                        | Michele Gazzoli (ITA)     | 71e                       |
| 56                        | Artyom Zakharov (KAZ)     | 73e                       |
| 57                        | Simone Velasco (ITA)      | 40e                       |

| AG2R Citroën Team ACT | AG2R Citroën Team ACT        | AG2R Citroën Team ACT |
| --------------------- | ---------------------------- | --------------------- |
| Num                   | Coureur                      | Pos                   |
| 61                    | Geoffrey Bouchard (FRA)      | 29e                   |
| 62                    | Damien Touzé (FRA)           | 11e                   |
| 63                    | Aurélien Paret-Peintre (FRA) | 8e                    |
| 64                    | Andrea Vendrame (ITA)        | 53e                   |
| 65                    | Nicolas Prodhomme (FRA)      | NP-3                  |

| Arkéa-Samsic ARK | Arkéa-Samsic ARK     | Arkéa-Samsic ARK |
| ---------------- | -------------------- | ---------------- |
| Num              | Coureur              | Pos              |
| 71               | Nairo Quintana (COL) | 1er              |
| 72               | Miguel Flórez (COL)  | 75e              |
| 73               | Nicolas Edet (FRA)   | 48e              |
| 74               | Łukasz Owsian (POL)  | 13e              |
| 75               | Maxime Bouet (FRA)   | 9e               |
| 76               | Dayer Quintana (COL) | 38e              |

| Groupama-FDJ GFC | Groupama-FDJ GFC        | Groupama-FDJ GFC |
| ---------------- | ----------------------- | ---------------- |
| Num              | Coureur                 | Pos              |
| 81               | Bruno Armirail (FRA)    | 66e              |
| 82               | Lewis Askey (GBR)       | 85e              |
| 83               | Arnaud Démare (FRA)     | 69e              |
| 85               | Tobias Ludvigsson (SWE) | 65e              |
| 86               | Anthony Roux (FRA)      | 83e              |
| 87               | Michael Storer (AUS)    | 28e              |

| TotalEnergies TEN | TotalEnergies TEN     | TotalEnergies TEN |
| ----------------- | --------------------- | ----------------- |
| Num               | Coureur               | Pos               |
| 91                | Maciej Bodnar (POL)   | 59e               |
| 92                | Fabien Doubey (FRA)   | 20e               |
| 93                | Valentin Ferron (FRA) | 33e               |
| 94                | Pierre Latour (FRA)   | 5e                |
| 95                | Lorrenzo Manzin (FRA) | 72e               |
| 96                | Fabien Grellier (FRA) | 64e               |
| 97                | Paul Ourselin (FRA)   | 44e               |

| B&B Hotels-KTM BBK | B&B Hotels-KTM BBK          | B&B Hotels-KTM BBK |
| ------------------ | --------------------------- | ------------------ |
| Num                | Coureur                     | Pos                |
| 101                | Pierre Barbier (FRA)        | 89e                |
| 102                | Alexis Gougeard (FRA)       | AB-3               |
| 103                | Miguel Heidemann (GER)      | 49e                |
| 104                | Maxime Chevalier (FRA)      | 60e                |
| 105                | Raphaël Parisella (CAN)     | NP-3               |
| 106                | Pierre Rolland (FRA)        | AB-3               |
| 107                | Sebastian Schönberger (AUT) | 17e                |

| Lotto-Soudal LTS | Lotto-Soudal LTS          | Lotto-Soudal LTS |
| ---------------- | ------------------------- | ---------------- |
| Num              | Coureur                   | Pos              |
| 111              | Cédric Beullens (BEL)     | 34e              |
| 112              | Philippe Gilbert (BEL)    | 39e              |
| 114              | Kamil Małecki (POL)       | 55e              |
| 115              | Michael Schwarzmann (GER) | AB-3             |
| 116              | Viktor Verschaeve (BEL)   | 27e              |
| 117              | Xandres Vervloesem (BEL)  | 74e              |

| Saint Michel-Auber 93 AUB | Saint Michel-Auber 93 AUB  | Saint Michel-Auber 93 AUB |
| ------------------------- | -------------------------- | ------------------------- |
| Num                       | Coureur                    | Pos                       |
| 121                       | Nicolas Debeaumarché (FRA) | 52e                       |
| 122                       | Stéphane Rossetto (FRA)    | 14e                       |
| 123                       | Jason Tesson (FRA)         | AB-3                      |
| 124                       | Joris Delbove (FRA)        | 30e                       |
| 125                       | Tony Hurel (FRA)           | AB-3                      |
| 126                       | Yoann Paillot (FRA)        | 67e                       |

| Go Sport-Roubaix Lille Métropole GRL | Go Sport-Roubaix Lille Métropole GRL | Go Sport-Roubaix Lille Métropole GRL |
| ------------------------------------ | ------------------------------------ | ------------------------------------ |
| Num                                  | Coureur                              | Pos                                  |
| 131                                  | Tom Mainguenaud (FRA)                | 36e                                  |
| 132                                  | Evaldas Šiškevičius (LTU)            | 84e                                  |
| 133                                  | Samuel Leroux (FRA)                  | 54e                                  |
| 134                                  | Jérémy Leveau (FRA)                  | 68e                                  |
| 135                                  | Valentin Tabellion (FRA)             | 80e                                  |
| 136                                  | Norman Vahtra (EST)                  | 91e                                  |
| 137                                  | Emiel Vermeulen (BEL)                | 87e                                  |

| Team DSM DSM | Team DSM DSM          | Team DSM DSM |
| ------------ | --------------------- | ------------ |
| Num          | Coureur               | Pos          |
| 141          | Romain Combaud (FRA)  | 21e          |
| 142          | Florian Stork (GER)   | 16e          |
| 143          | Mark Donovan (GBR)    | 22e          |
| 145          | Tim Naberman (NED)    | 90e          |
| 146          | Martijn Tusveld (NED) | 18e          |

| Israel-Premier Tech IPT | Israel-Premier Tech IPT          | Israel-Premier Tech IPT |
| ----------------------- | -------------------------------- | ----------------------- |
| Num                     | Coureur                          | Pos                     |
| 151                     | Rudy Barbier (FRA)               | 81e                     |
| 152                     | Patrick Bevin (NZL)              | AB-1                    |
| 153                     | Omer Goldstein (ISR)             | 32e                     |
| 154                     | Carl Fredrik Hagen (NOR)         | 45e                     |
| 155                     | Tom Van Asbroeck (BEL)           | 63e                     |
| 156                     | Sep Vanmarcke (BEL)              | 41e                     |
| 157                     | Mads Würtz Schmidt (DEN) (route) | 12e                     |

| Nice Métropole Côte d'Azur NMC | Nice Métropole Côte d'Azur NMC | Nice Métropole Côte d'Azur NMC |
| ------------------------------ | ------------------------------ | ------------------------------ |
| Num                            | Coureur                        | Pos                            |
| 161                            | Antoine Berlin (MON)           | 62e                            |
| 162                            | Kévin Besson (FRA)             | 78e                            |
| 163                            | Jonathan Couanon (FRA)         | 76e                            |
| 164                            | Tristan Delacroix (FRA)        | 19e                            |
| 165                            | Jean Goubert (FRA)             | 43e                            |
| 166                            | Andrea Mifsud                  | 25e                            |
| 167                            | Maxime Urruty (FRA)            | 77e                            |